# Viola aurea
Viola aurea là một loài thực vật có hoa trong họ Hoa tím. Loài này được Kellogg miêu tả khoa học đầu tiên năm 1862.